# Chyna
Chyna (tên khai sinh Joan Marie Laurer; 27 tháng 12 năm 1969 – 20 tháng 4 năm 2016) là một đấu vật chuyên nghiệp, người mẫu, diễn viên và vận động viên thể hình người Mỹ.

## Sự nghiệp
Sự nghiệp đấu vật chuyên nghiệp của Chyna bắt đầu trở nên nổi tiếng vào năm 1997 ở World Wrestling Federation (WWF, nay là WWE), nơi cô được giới thiệu là "Kỳ quan thứ chín của thế giới" (André the Giant đã được gọi là thứ tám). Là một trong những thành viên sáng lập của D-Generation X, cô trở thành nhà vô địch WWF Intercontinental Championship (nữ đấu vật duy nhất làm được điều này) hai lần và một lần chiến thắng WWF Women's Championship. Cô cũng là người phụ nữ đầu tiên tham gia trận đấu Royal Rumble và giải đấu King of the Ring, cũng như trở thành ứng cử viên số một cho WWF Championship. Với những chiến thắng trước một số đấu vật nam nổi tiếng – bao gồm những nhà vô địch thế giới như Triple H, Kurt Angle, Chris Jericho, và Jeff Jarrett – Chyna đã để lại những thành tựu mà WWE gọi là "một di sản lâu dài với tư cách là đấu thủ nữ vượt trội nhất mọi thời đại". Sau khi rời WWF vào năm 2001, Chyna tham gia đấu vật không thường xuyên cho New Japan Pro Wrestling (NJPW) vào năm 2002 và Total Nonstop Action Wrestling (TNA) vào năm 2011.
Bên ngoài sự nghiệp đấu vật, Chyna đã xuất hiện trên tạp chí Playboy hai lần, cũng như trên nhiều chương trình truyền hình và tác phẩm điện ảnh, và giúp cô được coi là một biểu tượng sex. Năm 2005, cô trở thành một thành viên cố định trong The Surreal Life của VH1, trước khi tham gia nhiều chương trình truyền hình thực tế nổi tiếng khác, bao gồm The Surreal Life: Fame Games vào năm 2007 và Celebrity Rehab with Dr. Drew một năm sau đó. Chyna còn được biết đến với mối quan hệ tình cảm đầy biến động với đấu vật đồng nghiệp Sean Waltman, người đã cùng cô thực hiện một cuốn băng khiêu dâm được phát hành thương mại vào năm 2004 với tên gọi 1 Night in China, đã giành giải thưởng AVN năm 2006 cho Tác phẩm bán chạy nhất năm. Sau đó, cô còn đóng vai chính trong năm tựa phim khiêu dâm khác, bao gồm tác phẩm chiến thắng giải Băng khiêu dâm của người nổi tiếng xuất sắc nhất năm 2012 của AVN, Backdoor to Chyna.
Vào ngày 20 tháng 4 năm 2016, Chyna được phát hiện đã qua đời tại nhà riêng ở Redondo Beach, California, với nguyên nhân được kết luận từ phía cảnh sát là do việc sử dụng kết hợp nhiều loại thuốc và rượu quá liều. Năm 2019, Chyna được tiến cử vào WWE Hall of Fame như là một phần của D-Generation X, giúp cô trở thành người phụ nữ đầu tiên được vinh danh dưới tư cách là thành viên của một nhóm hoặc đội đấu vật.

## Danh sách phim ảnh

### Truyền hình
| Năm  | Tiêu đề                      | Tập                                                                                | Vai diễn        |
| ---- | ---------------------------- | ---------------------------------------------------------------------------------- | --------------- |
| 1996 | Pacific Blue                 | "One Kiss Goodbye"                                                                 | Frank Finlay    |
| 1999 | The Martin Short Show        | #1.44                                                                              | Chính mình      |
| 2000 | 3rd Rock from the Sun        | "This Little Dick Went to Market" "The Big Giant Head Returns Again: Part 1 and 2" | Janice          |
| 2000 | Pacific Blue                 | "Kidnapped"                                                                        | Tonya Sweet     |
| 2000 | Mad TV                       | #6.5                                                                               | Chính mình      |
| 2000 | MTV Cribs                    | "Laurer, Tony Hawk, and Usher"                                                     | Chính mình      |
| 2001 | Celebrity Deathmatch         | "Where Is Einstein's Brain?"                                                       | Chính mình      |
| 2001 | Tracker                      | "Pilot"                                                                            | Rhee            |
| 2001 | Fear Factor                  | "First Celebrity Fear Factor"                                                      | Chính mình      |
| 2002 | Tracker                      | "Remember When"                                                                    | Rhee            |
| 2002 | Sabrina, the Teenage Witch   | "Driving Mr. Goodman"                                                              | Mary Jo Ponder  |
| 2002 | The Nick Cannon Show         | "Nick Takes Over Fitness"                                                          | Chính mình      |
| 2002 | Relic Hunter                 | "Antianeirai"                                                                      | Natasha Tripova |
| 2002 | Whose Line Is It Anyway?     | #5.8                                                                               | Chính mình      |
| 2002 | Celebrity Boxing 2           |                                                                                    | Chính mình      |
| 2002 | The Anna Nicole Show         | "The Anna Nicole Show Holiday Special"                                             | Chính mình      |
| 2005 | The Surreal Life             | Vai trò xuyên suốt                                                                 | Chính mình      |
| 2006 | My Fair Brady                | "Love On the Rocks (Therapy Part 1)"                                               | Chính mình      |
| 2007 | The Surreal Life: Fame Games | Vai trò xuyên suốt                                                                 | Chính mình      |
| 2008 | Celebrity Rehab              | Vai trò xuyên suốt                                                                 | Chính mình      |

### Điện ảnh
| Năm  | Tiêu đề                                | Vai diễn                         |
| ---- | -------------------------------------- | -------------------------------- |
| 1999 | Beyond the Mat                         | Chính mình                       |
| 2000 | Chyna Fitness: More Than Meets the Eye | Chính mình                       |
| 2001 | Alien Fury: Countdown to Invasion      | Ava Zurich                       |
| 2001 | On the Line                            | Một trong những người Rod hẹn hò |
| 2002 | Frank McKlusky, C.I.                   | Freeda                           |
| 2002 | Joanie Laurer Warrior Princess         | Chính mình                       |
| 2003 | Hunter: Back in Force                  | Brandy Rose                      |
| 2003 | Romp (short)                           | Lulu                             |
| 2005 | 101 Reasons Not to Be a Pro Wrestler   | Chính mình                       |
| 2006 | Just Another Romantic Wrestling Comedy | Roxanne                          |
| 2007 | Illegal Aliens                         | Rex                              |
| 2007 | Cougar Club                            | Teddy Archibald                  |
| 2011 | Losing Control                         | Barb                             |
| 2012 | A Night at the Silent Movie Theater    | Sexy Drummer                     |
| 2013 | White T                                | Psychic                          |

## Danh hiệu và thành tựu
- International Wrestling Federation
  - IWF Women's Championship (1 lần)
- Ladies International Wrestling Association
  - Tân binh của năm (1998)
- Professional Girl Wrestling Association
  - Tân binh của năm (1996)[15]
- Pro Wrestling Illustrated
  - Xếp vị trí thứ 106 trong danh sách 500 đấu vật của PWI 500 năm 2000[16]
- World Wrestling Federation/WWE
  - WWF Intercontinental Championship (2 lần)[17]
  - WWF Women's Championship (1 lần)[18]
  - WWE Hall of Fame (2019) - như là một phần của D-Generation X[19]